# Kammerwinkel

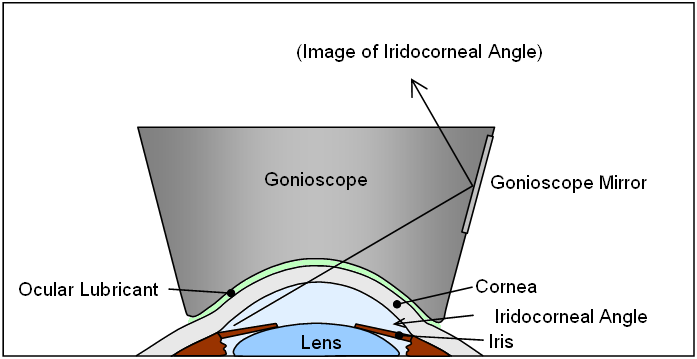
Iridocorneal Angle = Kammerwinkel
Gonioscope Mirror = Gonioskopspiegel
Cornea = Hornhaut
Lens = Linse
Ocular Lubricant = Kontaktgel

Die anatomische Struktur, welche Hornhaut (Cornea) und Iris in der vorderen Augenkammer bilden, wird als Kammerwinkel (Angulus iridocornealis) bezeichnet. Durch ihn fließt das Kammerwasser ab. Ist er krankhaft verändert, kann es zu einer Abflussstörung mit Augeninnendrucksteigerung und zur Ausbildung eines Glaukoms kommen. Degenerative Erkrankungen des Kammerwinkels sind das pathologische Korrelat für das chronische Offenwinkelglaukom und gehören somit zu den häufigsten Ursachen für Erblindung.

## Anatomie

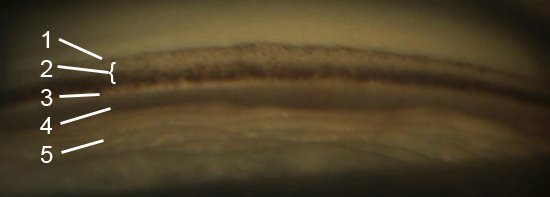
Gonioskopischer Blick in den Kammerwinkel: Schwalbe-Linie (1), pigmentiertes und unpigmentiertes Trabekelmaschenwerk (2), Skleralsporn (3), Ziliarkörperband (4), Irisvorderfläche (5)

Es lassen sich (von vorne nach hinten) folgende Strukturen unterscheiden (s. Abb.):
- Schwalbe-Linie: Sie liegt am weitesten vorne und erscheint als zarte graue Linie; sie ist die Grenze zwischen Hornhautendothel und Trabekelmaschenwerk.
- Trabekelwerk: Man unterscheidet einen vorderen, unpigmentierten Anteil im Anschluss an die Schwalbe-Linie mit weißlicher Farbe und einen hinteren funktionellen, meist pigmentierten Anteil. Im hinteren Anteil erfolgt der Kammerwasserabfluss über den Schlemm-Kanal.
- Skleralsporn: vorderster Anteil der Sklera; er erscheint als prominente, weiße Linie zwischen funktionellem Trabekelwerk und Ziliarkörperband, es sei denn, die Struktur ist durch eine starke Pigmentierung überlagert.
- Ziliarkörperband: Teil des Ziliarmuskels zwischen Irisbasis und Skleralsporn; es erscheint grau bis dunkelbraun.

## Klinische Bedeutung

### Weite des Kammerwinkels
Die Weite des Kammerwinkels ist von klinischer Bedeutung, da ein enger Kammerwinkel mit einem erhöhten Risiko für die Ausbildung eines akuten Glaukomanfalls oder eines chronischen Engwinkelglaukoms einhergeht.
Bei höherer Weitsichtigkeit, Katarakt und bei Asiaten ist der Kammerwinkel oft enger.
Zur Einteilung der Kammerwinkelweite wurden mehrere Systeme vorgeschlagen, wobei sich die Einteilung nach Shaffer durchgesetzt hat: 
- Grad 0 (0°): verschlossener Kammerwinkel (irido-kornealer Kontakt).
- Grad I (10°): sehr enger Kammerwinkel (nur Schwalbe-Linie sichtbar), Verschluss sehr wahrscheinlich.
- Grad II (20°): mäßig enger Kammerwinkel (Trabekelwerk sichtbar), Verschluss möglich.
- Grad III (20–35°): offener Kammerwinkel (bis hin zum Skleralsporn einsehbar), Verschluss unwahrscheinlich.
- Grad IV (35–45°): sehr weiter Kammerwinkel (Ziliarkörperband sichtbar), Verschluss unmöglich.

Eine analoge, alternative Einteilung erfolgt nach Scheie. Ziel dieser Einteilungen ist es im Wesentlichen, das Risiko eines Glaukomanfalls durch Winkelblock abzuschätzen.

### Erkrankungen
- Embryonale Entwicklungsstörungen: Eine prominente Schwalbe-Linie (Embryotoxon posterius) kann mit Fehlbildungen (Axenfeld-Rieger-Anomalie) und einem kongenitalen Glaukom vergesellschaftet sein.
- Degenerative Veränderungen des Trabekelmaschenwerkes werden als Ursache für das chronische Offenwinkelglaukom angesehen.
- Pigmentablagerungen im Kammerwinkel, die meist im unteren Quadranten gelegen sind, können ein Hinweis auf ein Pigmentdispersionsglaukom oder durchgemachte Winkelblockanfälle sein.
- Abnorme Gefäße des Kammerwinkels sind typischerweise zart verästelt, verlaufen in beliebigen Richtungen. Sie sind ein Hinweis für Erkrankungen (Neovaskularisationsglaukom, Uveitis, Fuchs-Heterochromiezyklitis).
- Tumoren der vorderen Uvea (Ziliarkörper, Iris)
- Zysten der Iris
- Fremdkörper im Kammerwinkel

### Operationen des Kammerwinkels
Die selektive Lasertrabekuloplastik ist ein Eingriff am Kammerwinkel zur Senkung des Augeninnendrucks. Auch die fistulierenden drucksenkenden Operationsverfahren betreffen Strukturen des Kammerwinkels. Der Kammerwinkel kann auch dem Halt von intraokularen Kunstlinsen dienen.

## Untersuchung
Mit der Spaltlampe allein ist der Kammerwinkel durch die Totalreflexion der Hornhaut nicht direkt einsehbar. Es ist so nur eine indirekte Betrachtung der Kammerwinkelweite durch Abschätzen des Abstands zwischen der Hornhautrückfläche und der Iris (Methode nach van Herick) möglich. Mit Hilfe eines sogenannten Kontaktglases kann jedoch eine direkte Inspektion des Kammerwinkels mit der Spaltlampe erfolgen.
Als bildgebende Verfahren zur morphologischen Beurteilung des Kammerwinkels stehen die Ultraschallbiomikroskopie sowie die Scheimpflugkamera zur Verfügung.

### Gonioskopie

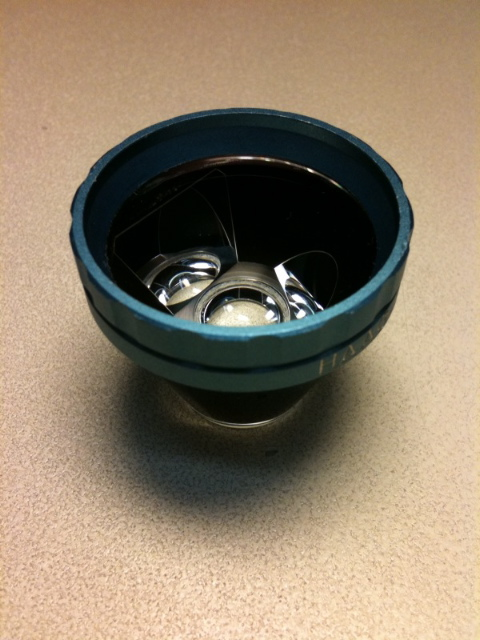
Dreispiegelkontaktglas nach Goldmann, untersucherseitig, mit sichtbaren Winkelspiegeln

Das gebräuchlichste augenheilkundliche Verfahren zur Untersuchung des Kammerwinkels ist die Gonioskopie. Sie wird mit einem Kontaktglas durchgeführt, das in diesem Zusammenhang auch als Gonioskop bezeichnet wird. Man unterscheidet zwischen direkter und indirekter Gonioskopie. Gläser für die indirekte Gonioskopie (z. B.	Goldmann-Dreispiegelglas,	Zeiss-Vierspiegelglas) sind am gebräuchlichsten. 
- Das Goldmann-Dreispiegelkontaktglas hat 3 Spiegel: 2 Spiegel für die Untersuchung der Netzhautperipherie sowie einen weiteren für die Untersuchung des Kammerwinkels (Neigungswinkel von 59°). Die Untersuchung erfolgt an der Spaltlampe nach Oberflächenanästhesie, wobei eine viskose Substanz zwischen Hornhaut und Kontaktglas erforderlich ist. Durch Drehen des Dreispiegelkontaktglases um 360° kann der Kammerwinkel zirkulär eingesehen werden.
- Das Zeiss-Glas hat 4 Spiegel mit einem Neigungswinkel von 64°. Es ist daher keine Drehung des Glases bei der Untersuchung erforderlich. Aufgrund des flacheren Krümmungsradius ist eine viskose Substanz nicht erforderlich. Durch Druck auf die Hornhaut kann mit dem Zeiss-Glas eine Flüssigkeitsumverteilung in der vorderen Augenkammer erreicht werden, sodass der Kammerwinkel geweitet wird. Dadurch kann ein spitzwinkliger, nicht einsehbarer Kammerwinkel so stark geweitet werden, dass Goniosynechien eingesehen werden können. Durch diese sog. Eindellgonioskopie kann ein akutes Winkelblockglaukom ohne Goniosynechien von einem chronischen Winkelblockglaukom mit Goniosynechien unterschieden werden.

## Weblink
- www.gonioscopy.org